# (19293) Dedekind
(19293) Dedekind es un asteroide perteneciente al cinturón de asteroides descubierto por Paul G. Comba el 18 de julio de 1996 desde el Observatorio de Prescott.

## Designación y nombre
Designado provisionalmente como 1996 OF, fue nombrado en honor de Richard Dedekind (1831-1916), un matemático alemán y también un consumado pianista y violonchelista, es mejor recordado por su definición rigurosa de los números reales en términos de números racionales, que gira en torno al concepto del Cortes de Dedekind.

## Características orbitales
(19293) Dedekind está situado a una distancia media de 2,269 ua, pudiendo alejarse un máximo de 2,520 ua y acercarse un mínimo de 2,018 ua. Tiene una excentricidad de 0,110.
Pertenece a la familia de asteroides de (4) Vesta.

## Características físicas
(19293) Dedekind tiene una magnitud absoluta de 16,12.